# Acquarica del Capo
Acquarica del Capo est une ancienne commune de la  province de Lecce, dans la région des Pouilles, en Italie.
Depuis le 15 mai 2019 elle est unie à l'ancienne commune de Presicce, pour former la nouvelle commune de Presicce-Acquarica.

## Administration
| Période                                  | Période  | Identité          | Étiquette       | Qualité |
| ---------------------------------------- | -------- | ----------------- | --------------- | ------- |
| 07/06/2009                               | En cours | Francesco Ferraro | (liste civique) |         |
| Les données manquantes sont à compléter. |          |                   |                 |         |

### Communes limitrophes
Presicce, Ruffano, Specchia, Taurisano, Ugento